# Mittellandlinie
Mittellandlinie – jedna z głównych linii kolejowych w Szwajcarii. Biegnie od węzła kolejowego w Olten, gdzie łączą się linie z Zurychu, Bazylei, Berna, Lucerny i Neuchâtel i łączy stolicę Szwajcarii Berno i miasto Lozanna. Znana jest również jako linia Olten-Lozanna. Pierwsza część linii otwarta została w 1856 roku i została ukończona w dniu 4 września 1862. Linia została zbudowana przez Schweizerische Centralbahn, która została przejęta przez SBB-CFF-FFS w 1902 roku.